# Olesicampe confinis
Olesicampe confinis är en stekelart som först beskrevs av Holmgren 1858.  Olesicampe confinis ingår i släktet Olesicampe och familjen brokparasitsteklar. Arten är reproducerande i Sverige. Inga underarter finns listade i Catalogue of Life.